# Tomáš Dubský
Tomáš Dubský (* 21. července 1973) je český politik, od října 2021 poslanec Poslanecké sněmovny PČR, od roku 2008 starosta obce Vysočina v okrese Chrudim, člen hnutí STAN.

## Život
Vystudoval Střední průmyslovou školu strojnickou v Chrudimi. Později třináct let pracoval ve stavební firmě jako vedoucí úseku zásobování a předtím čtyři roky ve společnosti Elektro Praga Hlinsko. Od roku 1990 je také členem sboru dobrovolných hasičů Možděnice, kde zastává post místostarosty sboru.
Angažuje se jako člen předsednictva Sdružení místních samospráv České republiky, předseda Pracovní skupiny pro služby na venkově při SMS ČR, člen předsednictva Sdružení místních samospráv Pardubického kraje, člen výboru Sdružení obcí mikroregionu Hlinecko a člen představenstva Místní akční skupiny Hlinecko.
Tomáš Dubský žije v obci Vysočina na Hlinecku, konkrétně v části Možděnice. Je ženatý, má dvě děti. Ve svém volném čase se rád věnuje sportovním aktivitám od běhu až po pěší turistiku.

## Politické působení
V komunálních volbách v roce 1994 kandidoval jako nezávislý do Zastupitelstva obce Vysočina, a to na kandidátce subjektu „Sdružení nezávislých kandidátů“, ale neuspěl. Zvolen nebyl ani ve volbách v roce 1998, když kandidoval jako nezávislý za subjekt „Sdružení nezávislých kandidátů - místní sdružení celkem“. Uspěl až ve volbách v roce 2002, když jako nezávislý vedl kandidátku subjektu „Sdružení nezávislých kandidátů - Sbor dobrovolných hasičů v Možděnici“. Mandát zastupitele obce obhájil ve volbách v roce 2006, a to z pozice nezávislého a zároveň lídra kandidátky subjektu „Sbor dobrovolných hasičů Možděnice“, dále pak ve volbách v roce 2010 z pozice nezávislého a lídra subjektu „Sbor dobrovolných hasičů Možděnice“. Od roku 2008 zastává též funkci starosty obce. Podobně ve volbách v roce 2014 obhájil post zastupitele obce jako nezávislý a lídr kandidátky „Sbor dobrovolných hasičů Možděnice“. Stejně tak i ve volbách v roce 2018 (nezávislý, lídr kandidátky subjektu „SBOR DOBROVOLNÝCH HASIČŮ MOŽDĚNICE“). V komunálních volbách v roce 2022 kandidoval do zastupitelstva Vysočiny jako lídr kandidátky sdružení nezávislých kandidátů „SBOR DOBROVOLNÝCH HASIČŮ MOŽDĚNICE“. Mandát zastupitele se mu podařilo obhájit. Dne 17. října 2022 byl znovu zvolen starostou obce.
Ve volbách do Senátu PČR v roce 2018 kandidoval jako nezávislý kandidát v obvodu č. 44 – Chrudim. Se ziskem 9,78 % hlasů obsadil 5. místo ze 14 kandidátů.
V krajských volbách v roce 2020 kandidoval jako nestraník za hnutí STAN do Zastupitelstva Pardubického kraje, ale neuspěl. Působí ve Výboru pro regionální rozvoj, evropské fondy a zahraniční vztahy.
Ve volbách do Poslanecké sněmovny PČR v roce 2021 kandidoval již jako člen hnutí STAN na 5. místě kandidátky koalice Piráti a Starostové v Pardubickém kraji. Vlivem 6 825 preferenčních hlasů však nakonec skončil první, a byl tak zvolen poslancem.
Ve volbách do Poslanecké sněmovny PČR v roce 2025 je lídrem hnutí STAN v Pardubickém kraji. V květnu 2025 byl zvolen členem předsednictva hnutí STAN.